# Nadja Filipowa
Nadja Filipowa (bułg. Надия Филипова, ur. 19 października 1959) – bułgarska wioślarka, sterniczka, srebrna medalistka olimpijska.

## Kariera
Wystąpiła na igrzyskach olimpijskich w Moskwie w 1980, gdzie osada Bułgarii w składzie: Ginka Gjurowa, Marijka Modewa, Rita Todorowa, Iskra Welinowa i Nadja Filipowa zdobyła srebrny medal w czwórkach ze sternikiem. W finale o 1,48 sekundy przegrały z osadą NRD, a o 0,17 sekundy wyprzedziły osadę ZSRR. Był to jej jedyny start olimpijski. Nie brała udziału w igrzyskach olimpijskich w Los Angeles w 1984, z uwagi na bojkot zawodów przez NRD. 
Poza igrzyskami reprezentowała Bułgarię w kilku edycjach mistrzostw świata.